# San Cristoforo
San Cristoforo (... – Licia, 250 circa) è un santo venerato dalla Chiesa cattolica e da quella ortodossa. Secondo la tradizione della Chiesa occidentale subì il martirio in Licia sotto Decio nel 250.

## Biografia

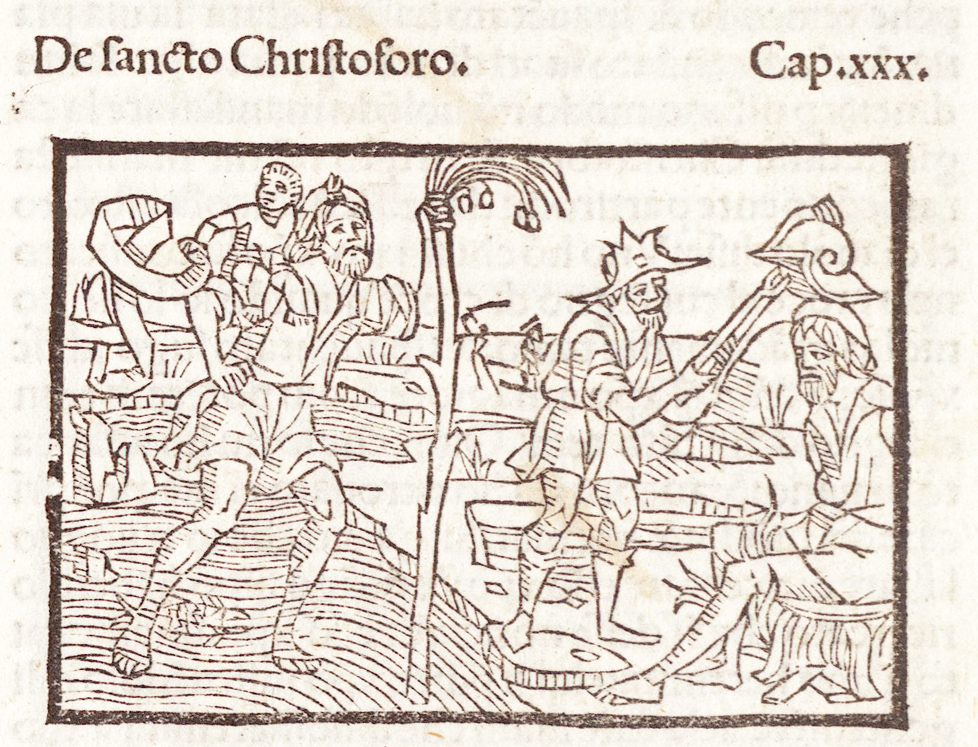
San Cristoforo nella Legenda Aurea (1497)

Il più antico testo degli Atti di san Cristoforo, in lingua latina, risale al VII secolo; ma è con la narrazione della Legenda Aurea di Jacopo da Varazze che la storia di san Cristoforo divenne famosa durante il Medioevo.
Secondo la leggenda agiografica orientale, Cristoforo, un omone dall'aspetto truce, entrato nell'esercito imperiale, si convertì al cristianesimo e annunciò la sua fede ai commilitoni. Scoperto, venne sottoposto a numerose torture. Due donne, Niceta e Aquilina, che avrebbero dovuto corromperlo, furono invece da lui convertite. Alla fine Cristoforo venne decapitato.
In Occidente prevalse invece un altro aspetto, quello legato al significato etimologico del suo nome: Cristoforo infatti significa, in greco, "(colui che) porta Cristo". 
Così la leggenda parla di un cananeo, per alcuni un gigante, che faceva il traghettatore su un fiume. Era un uomo burbero e viveva da solo in un bosco, di cui era padrone. Secondo alcune storie il fiume era in Licia. Una notte gli si presentò un fanciullo per farsi portare al di là del fiume; Reprobus (questo era il nome dell'uomo prima del battesimo, secondo alcune versioni), anche se grande e robusto, si sarebbe piegato sotto il peso di quell'esile creatura, che sembrava pesare sempre di più ad ogni passo. In alcune versioni sarebbe cresciuta anche la corrente del fiume, che si faceva più vorticosa. Il gigante sembrava essere sopraffatto, ma alla fine, stremato, riuscì a raggiungere l'altra riva. Al meravigliato traghettatore il bambino avrebbe rivelato di essere il Cristo, confessandogli inoltre che aveva portato sulle sue spalle non solo il peso del corpicino del bambino, ma il peso del mondo intero. Dopo aver ricevuto il battesimo, Cristoforo si recò in Licia a predicare e qui subì il martirio.
Questo aspetto di Cristoforo suggerisce che con l'avvento di Cristo l'uomo non è più responsabile del proprio piccolo mondo, ma di tutto il creato. Trasportare un giovane maschio dall'altra parte del bosco poteva essere, anticamente, una qualche forma di iniziazione ai misteri della natura, della foresta, dell'acqua, o iniziarlo alla vita adulta. Da quando però Cristo irrompe nel mondo, tutto cambia profondamente: un bimbo cristiano porta su di sé la responsabilità del mondo intero, anche quello al di là del bosco. "Hai portato il peso del mondo sulle tue spalle": questa la differenza tra l'uomo del prima e l'uomo del dopo Cristo.
In alcuni paesi, tra i quali quelli anglosassoni, esiste la storia di Iron John, o di Eisenhans, come raccontano i fratelli Grimm. Il protagonista della fiaba è un uomo selvatico che viene ripescato nel fondo di uno stagno, dove si trovava chissà da quanto tempo.

## Cristoforo cinocefalo

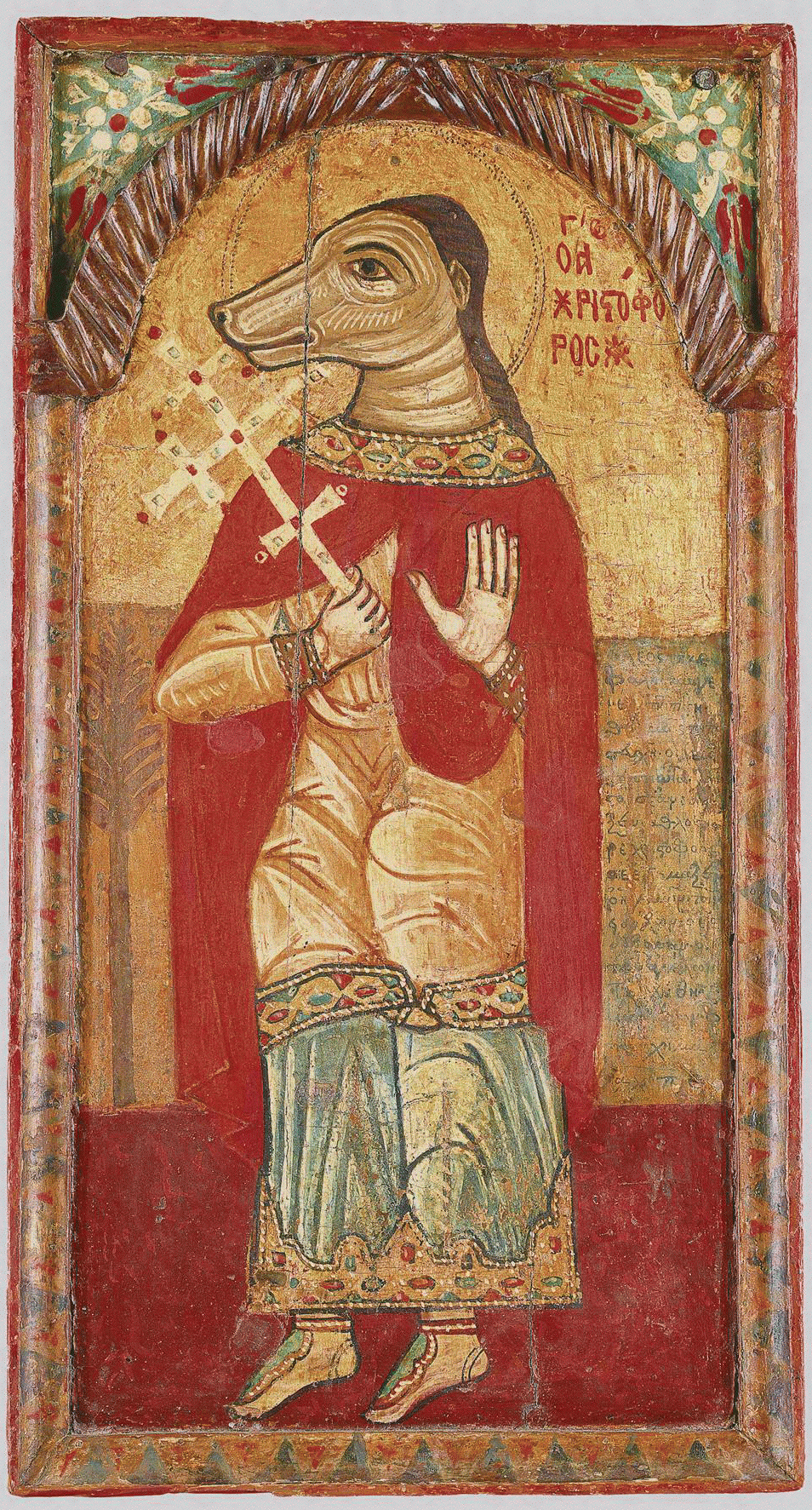
San Cristoforo cinocefalo, icona bizantina al Museo Cristiano di Atene.

Il santo cristiano Cristoforo viene raffigurato in moltissime icone e affreschi bizantini con le fattezze di cinocefalo. Nella Passio sancti Christophori martyris, un testo presente in varie opere della patristica e che ebbe molta diffusione in epoca medioevale, viene narrata la leggenda del santo, che sarebbe proprio un cinocefalo convertitosi al Cristianesimo. San Cristoforo Cinocefalo presenta caratteri comuni sia al dio egizio Anubi (san Cristoforo traghetta Gesù Bambino, così come Anubi "traghetta" le anime fra il regno dei vivi e quello dei morti), sia ai molteplici racconti di cinocefali (talvolta san Cristoforo viene rappresentato come un gigante, attributo condiviso da diverse popolazioni di uomini-cane).
La figura di san Cristoforo, sebbene acquisisca alcuni tratti del mito dei cinocefali (il gigantismo, l'abbrutimento prima della conversione), ne ribalta completamente lo status morale, nella sua santità. Un autore altomedievale (IX secolo d.C.), il monaco benedettino Ratramno di Corbie (Ratramnus), nella Epistola de Cynocephalis afferma che i cinocefali debbano essere considerati come esseri umani. Questo documento esprime un duplice e più complesso atteggiamento verso i "popoli mostruosi" che si sviluppa nel tempo, che vede, al di là dell'ostilità prevalente, anche l'accettazione come parte della creazione di Dio.
La figura di san Cristoforo sarebbe, anche, un retaggio di culti pagani legati al moto astronomico di Sirio, stella appartenente alla costellazione del Cane Maggiore. La festa del santo cade il 25 luglio e il riferimento astronomico riguarderebbe il periodo della "canicola", quello in cui il sorgere e tramontare di Sirio coincidono con quelli del Sole. In quel periodo cadeva anche la festa di un "santo" cane, san Guinefort di Lione.

## Culto
Dal Martirologio Romano: «In Licia nell'odierna Turchia, san Cristoforo, martire».
Già nel 452 esisteva una chiesa dedicata al suo culto in Bitinia (oggi Turchia), e un secolo dopo un monastero a Taormina portava il suo nome. Nel Medioevo il culto di san Cristoforo era largamente diffuso prima in Oriente e poi in Occidente.
La ricorrenza di questo popolare santo si celebra in occidente il 25 luglio, anche se nel 1969 la celebrazione è stata rimossa dal calendario dei santi. (mentre rimane allo stato di mera  commemoratio nella messa tridentina).
La festa del santo cadeva durante la canicola, quando Sirio stella della costellazione del Cane Maggiore aveva la sua levata eliaca, e il culto per il cinocefalo e il periodo "del cane" si fusero nelle tradizioni popolari medievali.
La sua figura è presente anche nei culti afroamericani: nel vudu è infatti identificato con Legba, Simbi D'lo e Gran Bois, mentre nella santeria è Agayu, e Loma Yaya nel palo monte.

### Patronati

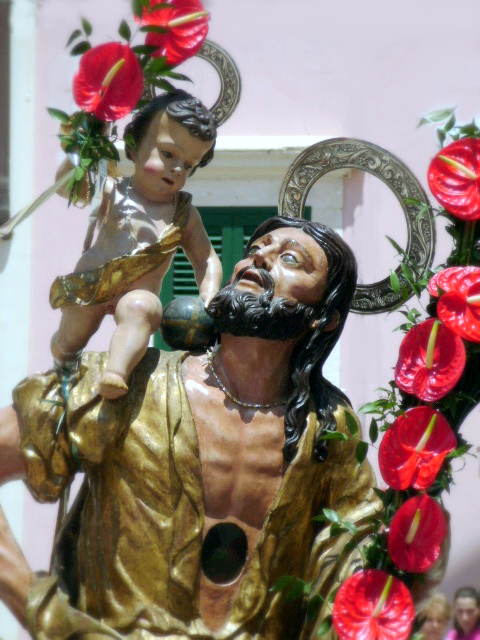
La Statua di San Cristoforo portata in processione per le vie di Rodi Garganico, durante la festa patronale.

San Cristoforo è uno dei quattordici Santi ausiliatori ("che recano aiuto") particolarmente invocati in occasione di gravi calamità naturali o per la protezione da disgrazie o pericoli specifici. Il patrocinio di san Cristoforo era particolarmente invocato durante le epidemie di peste.
San Cristoforo è stato sempre venerato come il patrono di quelli che hanno a che fare con il trasporto, come barcaioli, pellegrini, pendolari, viandanti, viaggiatori, facchini, ferrovieri, autieri.
Nei tempi moderni il suo culto è stato rilanciato su scala mondiale perché è stato proclamato protettore degli automobilisti. Nel 1933 a Parigi fu eretta una chiesa dedicata al santo nel quartiere Javel ove si trovano grandi fabbriche di automobili. Diffusissime sono le immagini di san Cristoforo su autoadesivi e portachiavi.
San Cristoforo viene sempre rappresentato, fin dal medioevo, sull'esterno delle chiese in proporzioni colossali. La leggenda narra che chi dovesse vedere la sua immagine quel giorno non morirà. Per questo protettore dalla morte improvvisa che poteva cogliere chi non era né confessato, né assolto dai propri peccati, quindi senza possibilità di essere salvato dall'inferno. Proprio in riferimento a questo alcuni affreschi riportavano la scritta latina: «Christophore sancte, virtutes tuae sunt tantae; qui te mane videt, nocturno tempo ridet (Cristofoto santo, le tue virtù sono tante; chi ti vede di mattina ride di notte)» e «Christophori sancti speciem quicumque tuetur, ista nempe die non morte mala morientur (Chiunque di san Cristoforo l'immagine vede, un giorno almeno contro mala morte provvede)»

### Raffigurazioni di San Cristoforo

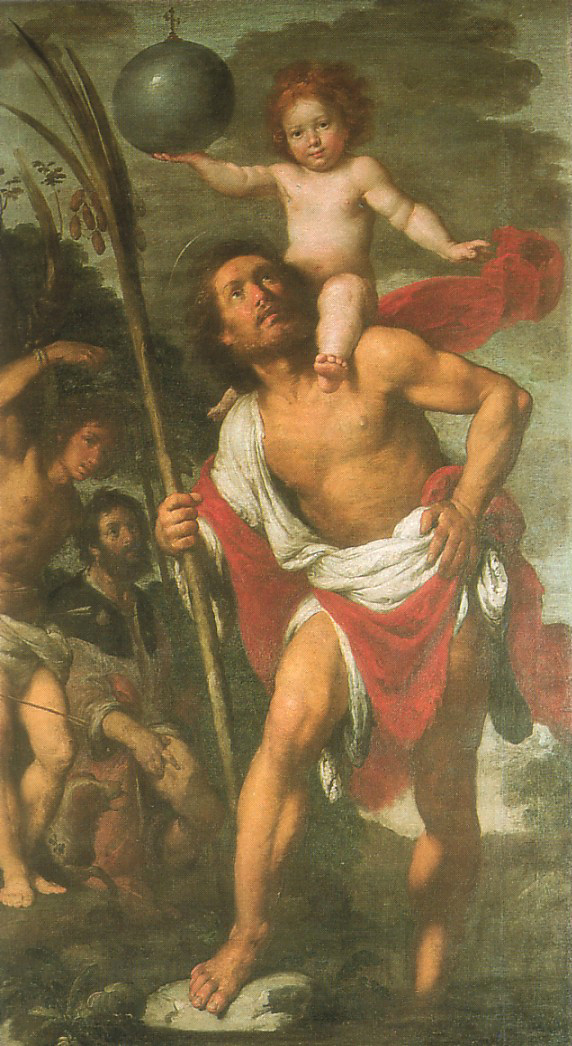
Dipinto ad Almenno San Salvatore (Bergamo).
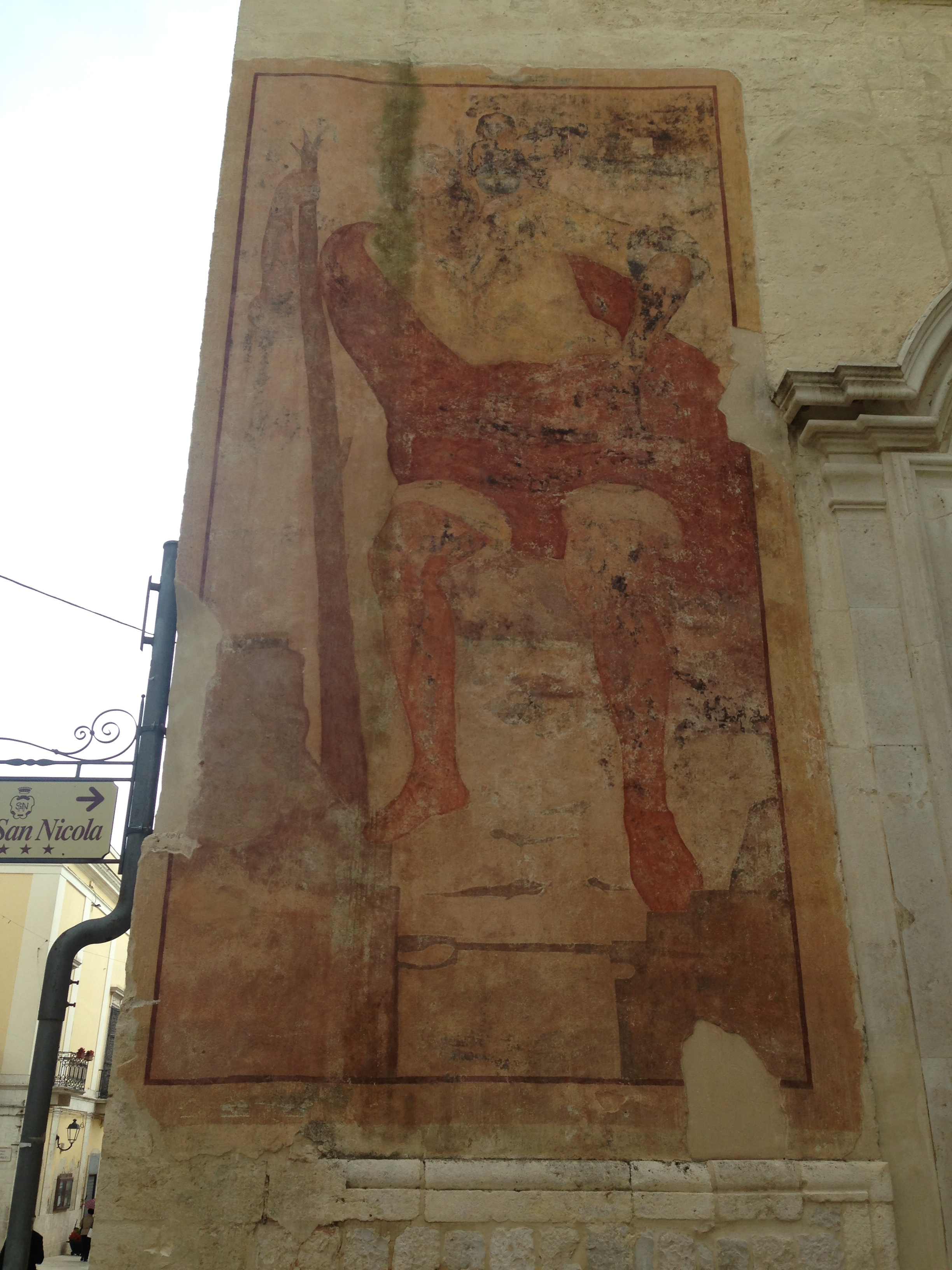
Parete esterna della cappella di San Biagio, in Altamura.